# Liste der Ständigen Vertreter Deutschlands bei der Organisation für das Verbot chemischer Waffen
Die Liste der Ständigen Vertreter Deutschlands bei der Organisation für das Verbot chemischer Waffen enthält alle Ständigen Vertreter der Bundesrepublik Deutschland bei der Organisation für das Verbot chemischer Waffen in Den Haag. 
| Name              | Bild | Amtszeit  |
| ----------------- | ---- | --------- |
| Bernhard Brasack  |      | 1997–2001 |
| Alexander Olbrich |      | 2001–2005 |
| NN                |      | 2005–2010 |
| Werner Burkart    |      | 2007–2010 |
| Gregor Koebel     |      | 2010–2012 |
| Eberhard Schanze  |      | 2012–2014 |
| Christoph Israng  |      | 2014–2017 |
| Christine Weil    |      | 2017–2020 |
| Gudrun Lingner    |      | 2020–2022 |
| Thomas Schieb     |      | seit 2022 |